# 파시즘의 교리
파시즘의 교리(이탈리아어: La dottrina del fascismo)는 1932년 베니토 무솔리니의 이름으로 출판된 에세이이다.
이 에세이는 무솔리니와 파시스트 정권을 대표하는 철학자였던 조반니 젠틸레의 공동작업에 의해 완성된 것으로, 19세기의 대표적인 이데올로기였던
자유주의와 공산주의에 대한 거부, 그리고 그것을 초월하는 제3의 이데올로기로서의 파시즘에 대해 설명하고 있다.
무솔리니의 이러한 비전은 다음과 같은 대목에서 정확히 드러난다.
"19세기가 사회주의, 자유주의, 민주주의의 세기였다고 해서, 20 세기가 사회주의, 자유주의의 세기가 되어야 할 이유는 없다. 19 세기가 개인의 세기였다면 (자유주의는 개인주의를 의미한다.) 20세기는 '집단적 세기', 따라서 국가의 세기라고 우리는 믿는다"
또한 파시즘의 국가관에 대한 무솔리니의 다음과 같은 유명한 설명도 바로 이 책에서 나온 것이다.
"파시스트의 국가 개념은 모든 것을 포괄하며,국가를떠나서는인간과 영혼의 가치도 존재하지 않는다. 어떤 단체도 국가를 떠나서는 존재하지 않으며, 국민이 국가를 발생시키는 것이 아니라 국가가 국민을 창조한다. 파시스트는 영구 평화의 가능성을믿지 않는다. 오직 전쟁만이인간의 힘을 최고조에 이르게 하고, 이에 직면할 용기를 가진 국민에게 고귀함을 부여한다."

## 같이 보기
- 나의 투쟁
- 파시스트 선언